# Veelhoekaarduil
De veelhoekaarduil (Opigena polygona) is een nachtvlinder uit de familie van de uilen, de Noctuidae.
De imago heeft een spanwijdte van 35 tot 42 mm.

## Waardplanten
De veelhoekaarduil gebruikt allerlei kruidachtige planten als waardplanten, zoals klaver, herderstasje, duizendknoop, sleutelbloem en zuring. Jonge rupsjes eten vooral zachte grassen. De rups is te vinden van oktober tot mei. De soort overwintert als rups.

## Voorkomen
De soort komt verspreid voor in Centraal- en Oost-Europa en in Voor- en Centraal-Azië tot het oosten van Siberië. De habitat bestaat uit droge graslanden. De vlinder vliegt van eind juni tot in oktober.

### In Nederland
De veelhoekaarduil is in Nederland eenmaal waargenomen in 1969.